# Torre del Bastimento

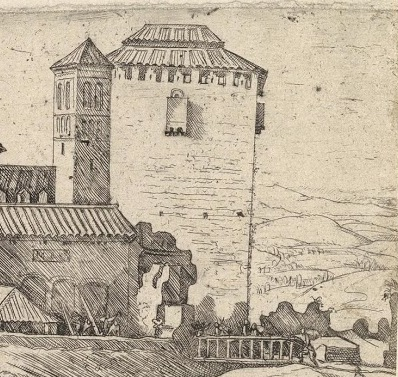
Vista de la torre (tras la iglesia de San Miguel de la Sagra) en un grabado de Jan Cornelisz Vermeyen.

La Torre del Bastimento fue una estructura existente en el sur del Real Alcázar de Madrid, hoy desaparecido.

## Historia
El origen de la torre, junto con el de la torre del Homenaje se circunscribe a la construcción de la muralla islámica de Madrid, alrededor del siglo IX.
Debido a las reformas ordenadas por Carlos I hacia la mitad del siglo XVI, la torre dejo de constituir el ángulo sudeste del alcázar al ampliarse el edificio hacia el este en forma de U alrededor del patio de la Reina.
A principios del siglo XVII la construcción de la nueva fachada principal según planos de Juan Gómez de Mora supuso que las torre del Bastimento y del Homenaje quedarán integradas tras la nueva fachada. Inicialmente se contempló que estas dos torres se reconvirtieran en su parte superior a un estilo parecido al del resto de la fachada. Este proyecto no llegaría a materializarse.

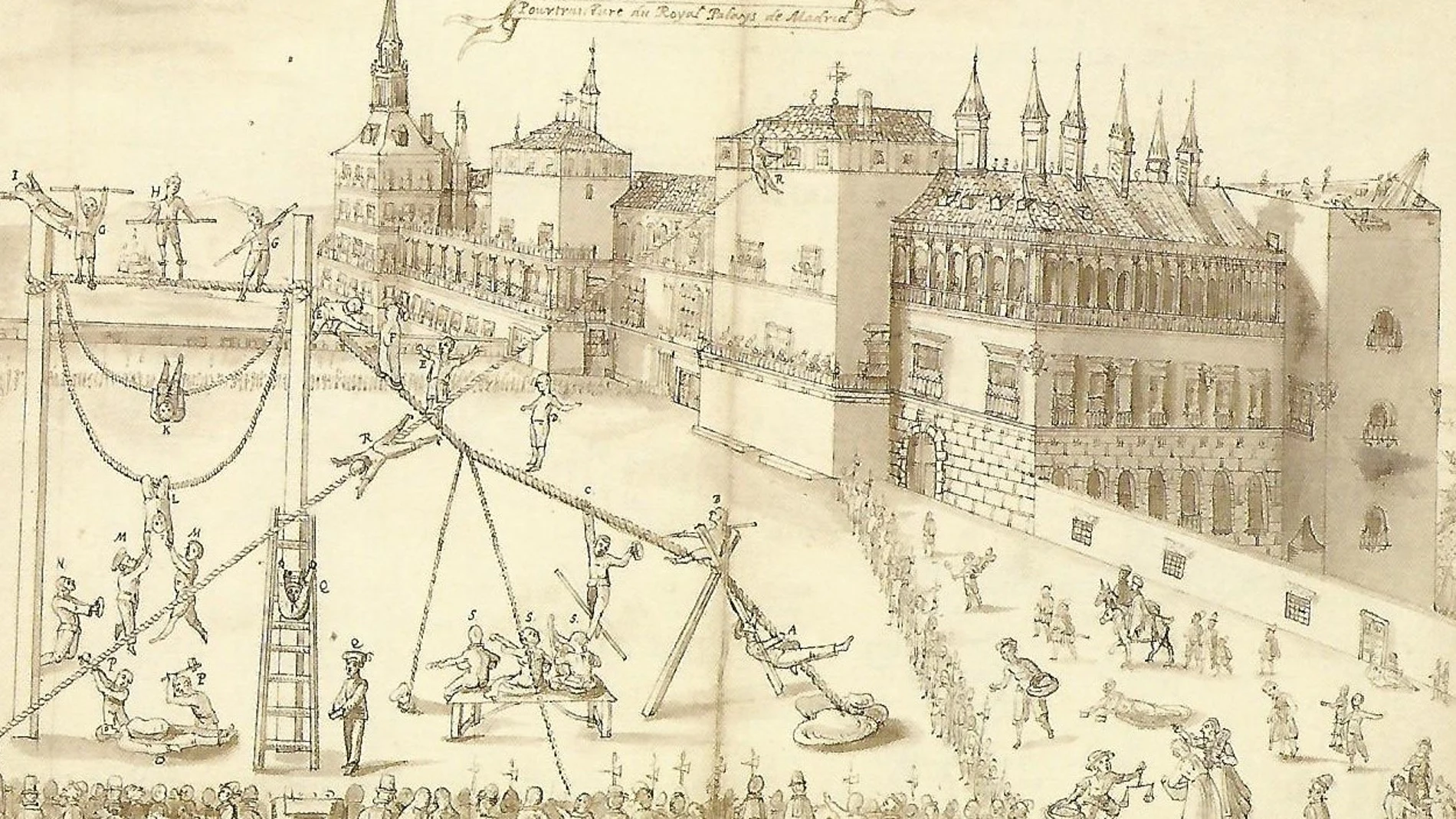
La torre (derecha) en un dibujo de Jehan Lhermite de finales del siglo XVI. La siguiente hacia la izquierda es la torre del Homenaje.

Hacia 1625 la estancia de la torre correspondiente al primer piso estaba ocupada por el dormitorio de la Reina (bajo el número 46) así como una alcoba situada en la parte noreste de la torre (bajo el número 47). Ambas piezas formaban parte del conjunto de salas conocidas como cuarto de la Reina.
Por su parte en la planta baja el espacio de la torre lo ocupaba una pieza conocida como zaguán de recibo (bajo el número 46).
A nivel del piso principal y al contrario de lo sucedido con su pareja la torre del Homenaje, la estructura interior de la Torre del Bastimento (en la altura de los pisos bajo y principal) se mantuvo hasta el final del Alcázar. En su parte superior, no sería hasta 1675 cuando se derribarían los restos de la torre que sobresalían de la fachada.
Con el incendio del Alcázar en la Nochebuena de 1734, desaparecerían los últimos vestigios de la torre al comenzarse a construir el actual Palacio Real sobre la residencia incendiada.

## Descripción
La torre se encontraba situada al sur del Alcázar, hasta principios del siglo XVII, constituía parte de la fachada principal del edificio.
Como la torre del Homenaje con la que hacía pareja, contaba con una planta rectangular, con el lado más largo en el eje este-oeste.